# 库傉官伟
库傉官伟（4世纪—397年），十六国前燕、后燕官员，鲜卑族。姓库傉官，名伟。

## 生平
351年九月，库傉官伟率领他的部众从上党来投降前燕。前燕封他为岷山公。前燕亡后，库傉官伟臣于前秦。384年，慕容垂派儿子慕容农联络复国，慕容农派使者招纳上党的库傉官伟，库傉官伟响应他。正月廿六日，慕容垂抵达邺城，改前秦建元二十年为燕元年，官员服饰的颜色及朝廷礼仪，全都一如旧制。任命库傉官伟为左长史，从前的尚书段崇为右长史，郑豁等人为从事中郎。立长子慕容宝为太子。三月，库傉官伟率领部众数万人抵达邺城，慕容垂封库傉官伟为安定王。393年四月初九，慕容垂加封太子慕容宝为大单于。任命安定王库傉官伟为太尉，范阳王慕容德为司徒，太原王慕容楷为司空，陈留王慕容绍为尚书右仆射。慕容宝即位，396年五月初九，慕容宝任命安定王库傉官伟为太师，扶馀王馀蔚为太傅。397年，后燕清河王慕容会出征北魏，派遣征南将军库傉官伟、建威将军馀崇二人带兵五千人作为前锋出发。库傉官伟与开封公慕容详相攻，战败，库傉官氏尽灭。库傉官伟死于难。

## 父
库傉官泥，岷山桓公。据《通志·氏族略》、《十六国春秋辑补·前燕录五》引《广韵》，库傉官泥生子库傉官津（即库傉官伟），为后燕太师、安定王。

### 书目
- 《资治通鉴·晋纪》
- 《中国历史大辞典》